# Dietmar-Hopp-Stadion
Het Dietmar-Hopp-Stadion is een voetbalstadion in Hoffenheim, gemeente Sinsheim, Baden-Württemberg, Duitsland.
Het stadion biedt plaats aan 6350 bezoekers, waarvan 3000 een zitplaats hebben.
Het stadion staat aan de noordrand van Hoffenheim, ongeveer één kilometer ten noorden van het station van die plaats, en enkele honderden meters verwijderd van de Bundesstraße 45.
Het stadion is gebouwd in 1999, en werd in 2007 gerenoveerd. Het is vernoemd naar Dietmar Hopp, mede-oprichter van SAP SE en voorzitter van TSG 1899 Hoffenheim. Van 1999 tot 2008 speelde het eerste mannenelftal van TSG 1899 Hoffenheim in dit stadion. Later verhuisde de mannenploeg naar het grotere stadion bij Simsheim zelf, Rhein-Neckar-Arena of PreZero-Arena. Sinds 2009 wordt het stadion gebruikt voor thuiswedstrijden van  het eerste vrouwenelftal van TSG 1899 Hoffenheim en het tweede mannenelftal van die club.
Allianz Arena (FC Bayern München) ·
BayArena (Bayer Leverkusen) ·
Borussia-Park (Borussia Mönchengladbach) ·
Deutsche Bank Park (Eintracht Frankfurt) ·
Europa-Park Stadion (SC Freiburg) ·
Mewa Arena (1. FSV Mainz 05) ·
MHPArena (VfB Stuttgart) ·
Millerntor-Stadion (FC St. Pauli) ·
Red Bull Arena (Leipzig) (RB Leipzig) ·
RheinEnergieStadion (1. FC Köln) ·
Rhein-Neckar-Arena (TSG 1899 Hoffenheim) ·
Signal Iduna Park (Borussia Dortmund) ·
Alte Försterei (1. FC Union Berlin) ·
Volksparkstadion (HSV) ·
Volkswagen-Arena (VfL Wolfsburg) ·
Voith-Arena (1. FC Heidenheim 1846) ·
Weserstadion (Werder Bremen) ·
WWK ARENA (FC Augsburg)
DDV-Stadion (Dynamo Dresden) ·
Eintracht-Stadion (Eintracht Braunschweig) ·
Fritz-Walter-Stadion (1. FC Kaiserslautern) ·
Heinz-von-Heiden-Arena (Hannover 96) ·
Holstein-Stadion (Holstein Kiel) ·
Home Deluxe Arena (SC Paderborn 07) ·
Max-Morlock-Stadion (1. FC Nürnberg) ·
MDCC-Arena (1. FC Magdeburg) ·
Merkur Spiel-Arena (Fortuna Düsseldorf) ·
Olympiastadion (Hertha BSC) ·
Preußenstadion (SC Preußen Münster) ·
SchücoArena (DSC Arminia Bielefeld) ·
Sportpark Ronhof (SpVgg Greuther Fürth) ·
Stadion am Böllenfalltor (SV Darmstadt 98) ·
Ursapharm-Arena an der Kaiserlinde (SV Elversberg) ·
Veltins-Arena (Schalke 04) ·
Vonovia Ruhrstadion (VfL Bochum) ·
Wildparkstadion (Karlsruher SC)
Audi-Sportpark (FC Ingolstadt 04) ·
Brita-Arena (SV Wehen Wiesbaden) ·
Carl-Benz-Stadion (SV Waldhof Mannheim) ·
Dietmar-Hopp-Stadion (TSG 1899 Hoffenheim II) ·
Donaustadion (SSV Ulm 1846) ·
Eilenriedestadion (TSV Havelse) ·
Erzgebirgsstadion (FC Erzgebirge Aue) ·
Jahnstadion Regensburg (Jahn Regensburg) ·
LEAG Energie Stadion (Energie Cottbus) ·
Ludwigsparkstadion (1. FC Saarbrücken) ·
Ostseestadion (Hansa Rostock) ·
Sachs-Stadion (1. FC Schweinfurt 05) ·
Schauinsland-Reisen-Arena (MSV Duisburg) ·
Sportclub Arena (SC Verl) ·
Sportpark Höhenberg (FC Viktoria Köln 1904) ·
Sportpark Unterhaching (SpVgg Unterhaching) ·
Stadion an der Bremer Brücke (VfL Osnabrück) ·
Stadion an der Hafenstraße (Rot-Weiss Essen) ·
Städtisches Stadion an der Grünwalder Straße (TSV 1860 München) ·
Tivoli (Alemannia Aachen) ·
WIRmachenDRUCK Arena (VfB Stuttgart II)